# Vila closa de Polig
La vila closa de Polig s'emplaça a la part alta de l'elevació que ocupa el nucli homònim, al municipi de la Baronia de Rialb, al Segre Mitjà. El conjunt és un monument declarat bé cultural d'interès nacional.

## Descripció
El nucli antic de Polig s'organitza al voltant d'una plaça i un carrer. A la plaça, situada al bell mig del nucli, s'obria el portal orientat a llevant. Aquesta plaça fa uns 11,5 metres per uns 6 metres. De l'angle nord-oest de la plaça surt un carrer vers el nord, d'uns 2 metres d'amplada. Pràcticament la meitat de les cases que hi havia, d'època moderna, han estat enderrocades. Es conserven però els seus portals, majoritàriament fets de carreus formant un arc de mig punt i amb un escut llaurat a la clau de volta. Aquestes construccions segurament reprodueixen l'urbanisme medieval i, alguns dels seus panys, podrien ser encara originals. A la part exterior de les cases, especialment al perímetre nord, es conserven alguns panys que segurament pertanyen a la muralla altmedieval.
Al costat sud del portal, fora del clos, hi ha un forn de pa així com una premsa, d'ús comunitari i recentment restaurats; una mica més avall hi ha un cup. A l'exterior del clos, al sud-oest d'aquest, hi ha l'ermita neoclàssica de Sant Josep, del 1817. En el seu interior s'hi troba el retaule de Sant Iscle i Santa Victòria de la Torre restaurat i traslladat des de l'església de la Torre de Rialb, datat en el s. XIV.

### Cal Capell
Casa pairal amb accés principal per l'interior del recinte i un altre pels coberts i quadres inferiors. Tots els cèrcols de les cantonades i de les obertures originals són de carreus de pedra, bisellat a les cantonades. Té cellers i baixos amb quadres i coberts annexes i afegits, planta noble, planta de dormitoris i sota coberta. La coberta és a dues vessants de teula àrab amb un ràfec de lloses de pedra, modificat recentment.

### Cal Marçol
Casa pairal amb accés principal per un portal dovellat, de mig punt i amb cantonades bisellades. Té cellers, baixos amb quadres, planta noble i planta sota coberta. Destaquen les finestres amb motllures i escacats a la façana principal i amb bisellats, escuts i símbols a la façana.

### Cal Tonet Joan
Casa pairal amb accés per una porta de grans dovelles, de mig punt, amb cantonades bisellades. Destaca la finestra renaixentista amb motllures i mènsules pel remat superior. L'edifici té cellers, baixos amb quadra, la planta noble i la planta pis, més la sota coberta. Forma angle a la placeta interior amb la casa Marçol.

### Cal Macià
Casa pairal amb accés principal per una porta dovellada de mig punt, modificada, en el centre del castell. Té cellers, baixos amb quadres, planta noble i planta sota coberta. Destaca l'ampit d'una finestra a migdia, amb escacat inferior decoratiu. La coberta és a dues vessants.

## Notícies històriques
La referència més antiga de Polig data de 1092, en una convinença establerta entre Guitard, senyor de Caboet i Arnau Ramon, vicari de Caboet. L'any 1095 Guillem Bo i la seva muller Em, van vendre a Arnau Ramon i la seva muller Flamina, l'alou que tenien en el castell de Rialb Jussà, al terme de Sant Iscle, al lloc de Polig. El mateix Guitard de Caboet deu una nova convinença amb Arnau Ramon el 1102, de la qual es dedueix que els Caboet eren senyors de la vila de Polig.
Pere de Montferrer, el 1146, lliurà en testament a Santa Maria d'Organyà, entre altres béns, l'alou i els masos que tenia a Polig.